# Prelerna
Prelerna è una frazione del comune di Solignano, in provincia di Parma.
La località dista 6,20 km dal capoluogo.

## Geografia fisica
La piccola frazione di Prelerna sorge alla quota di 729 m s.l.m., sul crinale che divide la val Pessola dalla val Taro.

## Origini del nome
Il toponimo Prelerna, derivato dal medievale Preta lernia, ha origine dall'unione del latino Petra, ossia "pietra", col latino Lerna, dall'antica palude e dalla selvaggia località del Peloponneso nota nella mitologia greca per l'Idra uccisa da Ercole, oppure col sabino herna, ossia "sasso" o "rupe"; entrambe le etimologie fanno riferimento all'ambiente fortemente roccioso, probabilmente inospitale in epoca romana e medievale, in cui sorge la località.

## Storia
Il territorio di Prelerna risultava abitato già in età romana, come testimoniato dal rinvenimento di vari oggetti, tra cui alcuni tavelloni di tombe.
In epoca medievale, grazie alla vicinanza con la via Francigena percorsa dai pellegrini diretti a Roma dal Nord Europa, fu edificato sul monte Pareto un convento dai frati cistercensi dell'abbazia di Chaise-Dieu; si sviluppò allora il piccolo borgo di Prelerna, a poca distanza dalla vetta sul crinale che divide la val Taro dalla val Pessola.
A presidio della zona, posta in corrispondenza del confine tra i territori appartenenti a parmigiani e piacentini, i primi fecero edificare un castello, nominato per la prima volta nel 1226 negli Statuti di Parma.
Dopo il 1266 presero possesso del maniero i marchesi Pallavicino; nel 1348 Oberto III Pallavicino ereditò dal padre Manfredino, in seguito alla divisione col fratello Donnino, la sua quota di Solignano, con le pertinenze di Viatica, di Pizzofreddo, di Dongula, di Fosio, di Oriano e di Pagazzano, Frescarolo, Roncole e Busseto, capitale dello Stato Pallavicino, con le pertinenze di Sant'Andrea, di Vidalenzo, di Spigarolo, di Rascarolo e di Semoriva. Nel 1360 Oberto ricevette dall'imperatore Carlo IV di Lussemburgo conferma dell'investitura su numerosi feudi del Parmense, tra cui Pizzofreddo.
Nel 1441 Niccolò Piccinino convinse Filippo Maria Visconti del tradimento di Rolando il Magnifico e si fece incaricare di conquistarne lo Stato Pallavicino; il Marchese fu costretto alla fuga e tutte le sue proprietà furono incamerate dal Duca di Milano, che nel 1442 assegnò al condottiero il feudo di Solignano e numerosi altri nel Parmense. Nel 1448 Orlando Pallavicino inviò il figlio Giovan Lodovico a riconquistare il castello di Solignano e riuscì in breve tempo a recuperare quasi tutte le terre perdute.
Nel 1457, alla morte di Rolando, Solignano con le pertinenze fu ereditata in parti uguali dai due figli Oberto e Gianfrancesco; i loro eredi mantennero i diritti feudali sulla zona fino al 1805, quando furono aboliti per decreto napoleonico.
In seguito Prelerna divenne frazione del nuovo comune (o mairie) di Solignano.

## Monumenti e luoghi d'interesse

### Chiesa di Santa Felicita

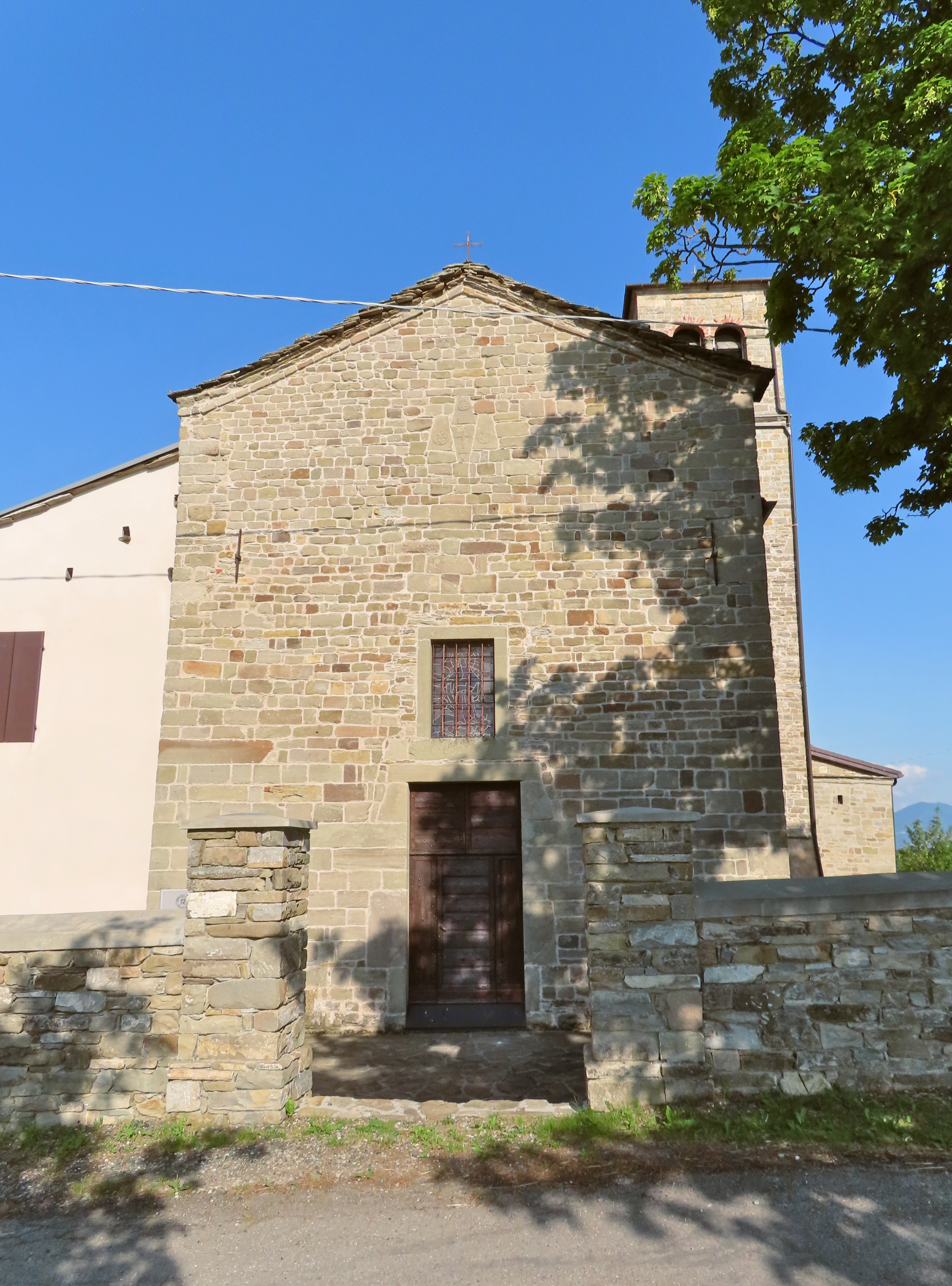
Chiesa di Santa Felicita

Menzionata per la prima volta nel 1230, la chiesa romanica fu ampliata nel 1683 e restaurata internamente in forme barocche nella prima metà del XVIII secolo; rinforzata nel 1908, fu modificata nelle coperture dell'aula nel 1950 e nel 1980, sostituendo alle volte un controsoffitto ligneo; chiusa al culto per inagibilità nel 1997, fu ristrutturata completamente tra il 2017 e il 2018. Il tempio romanico, interamente rivestito in pietra, è caratterizzato dalla presenza nel paramento murario di blocchi decorati con altorilievi medievali.

### Convento dei gesuati
Fondato in età medievale dai cistercensi dell'abbazia di Chaise-Dieu sulla cima del monte Pareto, il convento passò successivamente ai gesuati; abbandonato in epoca imprecisata, scomparve completamente; parte delle pietre fu forse utilizzata per la costruzione della chiesa di Santa Felicita.

### Castello
Menzionato per la prima volta nel 1226 tra le fortificazioni destinate alla protezione della bassa val Ceno, controllata dai parmigiani, dalle ingerenze piacentine, il castello, dipendente dal vicino maniero di Solignano, fu successivamente occupato dai marchesi Pallavicino; incamerato nel 1441 dal duca Filippo Maria Visconti, fu assegnato nel 1442 a Niccolò Piccinino; riconquistato nel 1448 da Orlando Pallavicino, fu in seguito abbandonato e cadde in degrado; ne sopravvivono solo pochissimi ruderi posti lungo il crinale, tra Prelerna e il piccolo borgo di Pizzofreddo.